# Antholz Mittertal
Antholz Mittertal (italienisch Anterselva di Mezzo) ist eine Fraktion der Gemeinde Rasen-Antholz im Antholzer Tal in Südtirol (Italien) mit 726 Einwohnern (Stand: 31. Dezember 2019).

## Lage
Antholz Mittertal befindet sich auf einer Höhe von etwa 1250 m und liegt im Talverlauf zwischen Antholz Niedertal und Antholz Obertal.

## Geschichte
Bis 1919 gehörte Antholz Mittertal als Teil der Katastralgemeinde Antholz in der Gemeinde Rasen zum Gerichtsbezirk Bruneck, der infolge des Ersten Weltkriegs zu Italien kam. 1928 wurde die Katastralgemeinde Antholz zusammen mit Niederrasen, Oberrasen und Olang unter dem Faschismus zur Großgemeinde Rasen-Olang (italienisch Rasun-Valdaora) mit Sitz in Niederrasen zusammengeschlossen. Die deutschsprachigen Bürgermeister wurden abgesetzt und ein Podestà aus den alten italienischen Provinzen wurde zum Gemeindeleiter bestimmt. 1955 wurde die Gemeinde in die heutigen Gemeinden Olang und Rasen-Antholz geteilt.

## Kirche

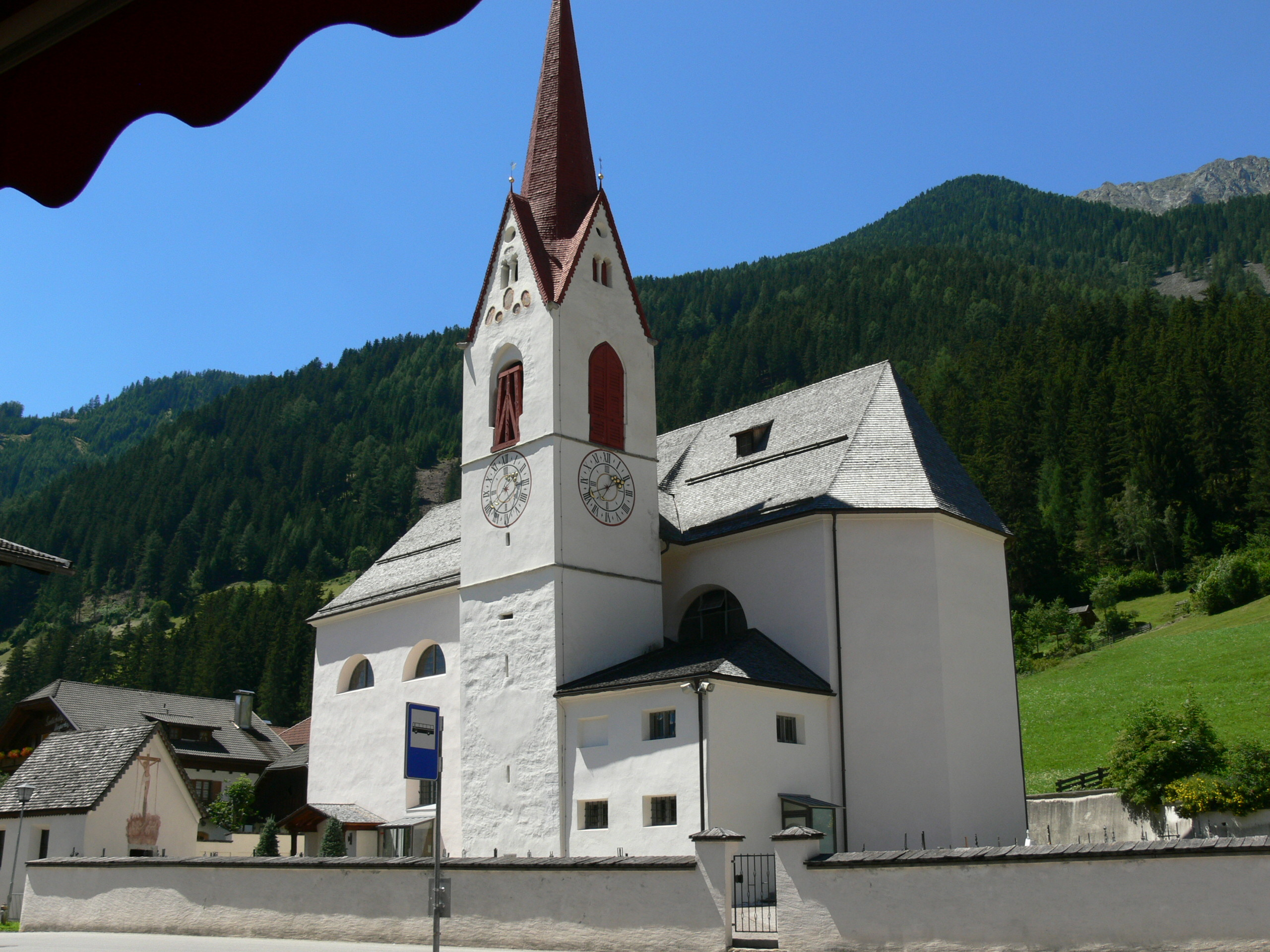
St. Georg

Die Kirche von Antholz Mittertal ist dem heiligen Georg geweiht und wurde 1220 erstmals erwähnt. Das heutige Kirchengebäude erbaute Jakob Santer 1794 im spätbarocken Stil, der Kirchturm wurde im spätgotischen Stil errichtet.

## Bildung
In Mittertal gibt es eine Grundschule für die deutsche Sprachgruppe.

## Infrastruktur
Im östlichen Ortsbereich verläuft die Landesstraße 44, die die Pustertaler Staatsstraße mit dem Staller Sattel, der nach Österreich führt, verbindet. In Antholz Mittertal befindet sich der Riepenlift, ein kleiner Schlepplift für Skifahrer. An diesem Lift befindet sich eine zweisprachige Skischule.